# Chronologie navale de la Première Guerre mondiale
En dehors de quelques affrontements majeurs, la guerre navale durant la Première Guerre mondiale est assez peu connue. Cet article présente une chronologie d'évènements concernant les opérations sur mer tout au long du conflit. On verra que la guerre a fait rage aussi sur les sept mers.

## 1914

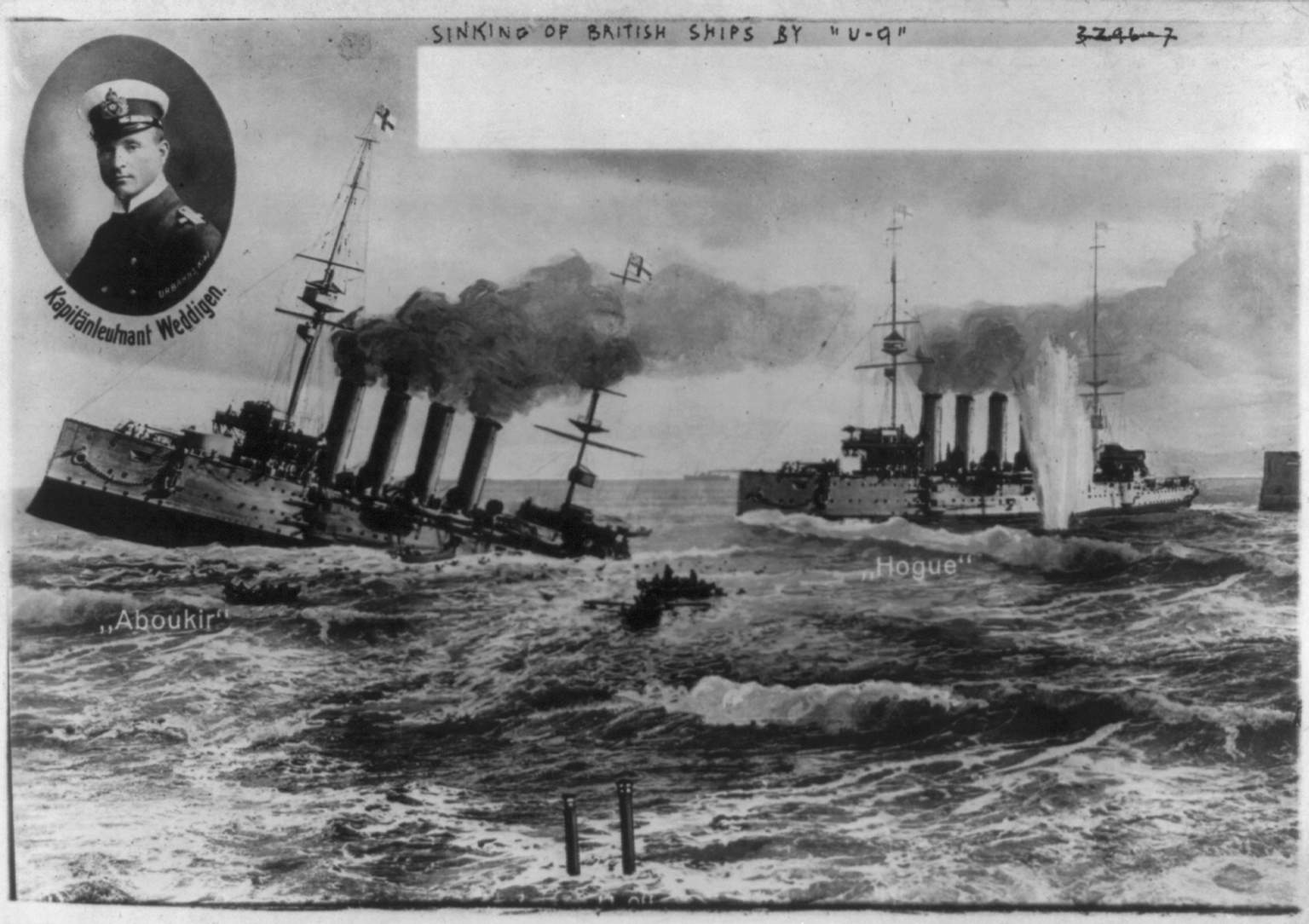
Carte postale représentant Les croiseurs britanniques Aboukir et Hogue coulés par le sous-marin U-9.

### Mancheetmer du Nord
- 9 août – Le U-15, sous-marin allemand, est éperonné et coulé par le croiseur auxiliaire HMS Birmingham.
- 28 août - Bataille navale de Heligoland, première bataille navale de la Première Guerre mondiale. Elle a opposé des éléments des deux plus grandes flottes mondiales : la Grand Fleet (flotte anglaise) et la Kaiserliche Marine (flotte allemande). Ces évènements ont influencé toute la stratégie et le cours de la guerre en mer lors de la Première Guerre mondiale.
- 23 septembre – Le U-9, sous-marin allemand, coule les croiseurs HMS Cressy, HMS Hogue et HMS Aboukir.
- 16 octobre - Le U-9 pénètre dans la base de Scapa flow mais rate sa cible.
- 17 octobre – Le HMS Undaunted coule 4 destroyers allemands.
- 18 octobre – Le HMS Hawke est torpillé par le U-9.
- 26 octobre – Le vapeur français Amiral-Ganteaume transportant 2 500 réfugiés belges est torpillé par un sous-marin, mais peut être remorqué sur Boulogne.

### Méditerranée
- 4 août – Les croiseurs allemands Goeben et le Breslau bombardent Bône et Philippeville.
- 8 août – Dans l'Adriatique, Antivari est bombardé par des navires autrichiens.
- 16 août - Le croiseur autrichien Zenta rencontre l'Armée navale française lors du combat d'Antivari. Il est coulé en combattant.
- 13 septembre – Le croiseur allemand Hela est coulé par le sous-marin britannique E-9.
- 13 décembre – Le sous-marin britannique B-11 torpille le cuirassé turc Messoudieh.
- 21 décembre - Le cuirassé Jean Bart est torpillé par le U-12 ; il gagne Malte pour réparations.

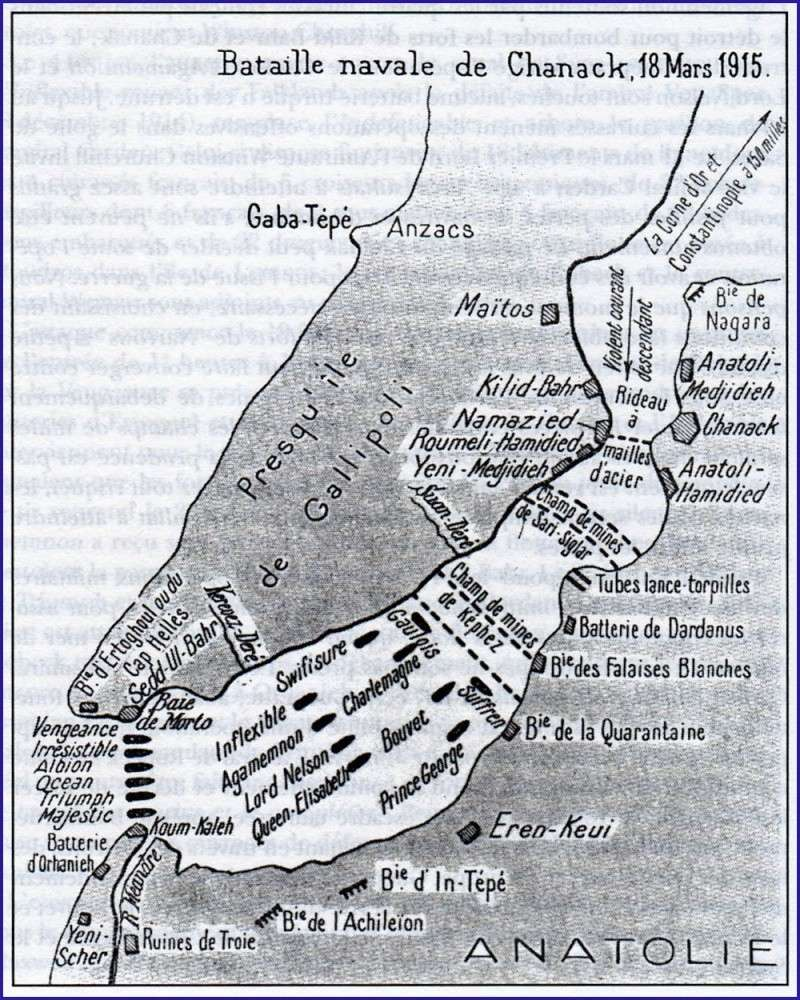
Plan de l'attaque navale franco-anglaise du 18 mars 1915 contre le détroit des Dardanelles.

- 24 décembre – Le sous-marin français Curie se prend dans les filets défendant la base autrichienne de Pola.

### Mer Baltique
- 26 août - Le croiseur SMS Magdeburg s'échoue devant Odensholm.
- 11 octobre – Le croiseur russe Pallada saute sur une mine.
- 17 novembre - Le croiseur-cuirassé SMS Friedrich Carl heurte 2 mines et sombre.

### Océan Atlantique
- 13 novembre – le français Bruix bombarde Victoria (Cameroun).
- 8 décembre – Bataille des Falklands.

### Mer Noire
- 18 novembre – Bataille du cap Sarytch.

### Mers lointaines

Le parcours de l'escadre du comte Von Spee dans le Pacifique en 1914-1915 et des combats qu'elle y mène.

- 20 septembre – le SMS Koenisberg coule HMS Pegasus à Zanzibar.
- 22 septembre – Les croiseurs SMS Gneisenau et Scharnhorst bombardent Papeete et coulent la canonnière Zélée.
- 28 octobre – Le croiseur SMS Emden coule le croiseur russe Jemtchoug et le torpilleur Mousquet lors du combat de Penang.
- 1er novembre – Bataille de Coronel.
- 9 novembre – Destruction du corsaire SMS Emden durant le combat des îles Cocos.
- 10 novembre – Le croiseur SMS Koenisberg endommagé par HMS Chatham, Weymouth et Goliath.

## 1915

### Mancheetmer du Nord
- 1er janvier - 2 h 30 du matin, nuit de pleine lune, le cuirassé HMS Formidable navigue à 10 nœuds, sans changer de direction. À la suite de cette manœuvre, le sous-marin U-24 le coule d'une torpille devant Start Point.
- 24 janvier – Bataille du Dogger Bank.
- 10 mars – Le U-12 éperonné et coulé par HMS Ariel au large du Firth of Forth.
- 18 mars – U-29 abordé et coulé par HMS Dreadnought au large du Firth of Moray.
- 30 mars - Le vapeur français Sainte-Jehanne (capitaine de frégate du Vignaux) éperonne et coule le U-37 (lieutenant de vaisseau Wilcker) au large de Fécamp
- 25 avril - Un premier sous-marin allemand, U-21, quitte Heligoland pour la Méditerranée.
- 16 août - Le UB-4 attaque un voilier britannique, Inverlyon ; ce bâtiment se révèle être un Q-ship, bateau-piège, et coule on agresseur en 9 coups de canon.

### Méditerranée
- 15 janvier – Le sous-marin français Saphir s'échoue et est capturé dans les Dardanelles.
- 3 février – Les bâtiments français Requin et D'Entrecasteaux défendent victorieusement le canal de Suez contre les turcs.
- 23 février – Le torpilleur français Dague saute sur une mine devant Antivari.
- 18 mars – Perte du Bouvet, de L'Océan et de L'Irrésistible, lors de l'attaque franco-anglaise des Dardanelles.
- 27 avril – Le croiseur cuirassé français Léon Gambetta est torpillé par le U-5 autrichien. Il coule en quelques minutes, avec l'amiral Sénès ; 137 survivants sur un équipage de 821 hommes. C'est aussi la première fois qu'un sous-marin torpille sa cible en plongée.
- 30 avril – Le sous-marin australien AE2 est attaqué par des navires turcs en Mer de Marmara. Il se saborde pour éviter la capture.
- 13 mai – Le U-21 allemand arrive à Cattaro. Il repart le 19 pour les Dardanelles.
- 25 mai – le U-21 torpille, aux Dardanelles, le HMS Majestic et le HMS Triumph.
- 31 mai – Le croiseur français Latouche-Tréville bombarde Bodrum.
- 18 juillet – Le croiseur-cuirassé italien Garibaldi est torpillé devant Raguse.
- 13 août – Le français Bisson coule le U3.
- 23 août – U-34 et U-35 arrivent à Cattaro.
- 9 septembre – U-39 coule les vapeurs Aude et Mostaganem au large d'Oran.
- 7 novembre – Le français Nord-Caper prend à l'abordage une goélette turque.

### Baltique
- 25 janvier - Les croiseurs allemands SMS Augsburg et Gazelle sont endommagés par des mines. Le second ne sera jamais réparé.
- 25 mars – Une escadre allemande bombarde la côte de Courlande.
- 2 juillet – Bataille de l'île de Gotland
- 2 juillet - SMS Pommern torpillé par un sous-marin britannique[1]
- 28 octobre - Le sous-marin britannique E-8 torpille le SMS Prinz Adalbert. 3 survivants.
- 17 novembre – Le croiseur SMS Bremen coulé.

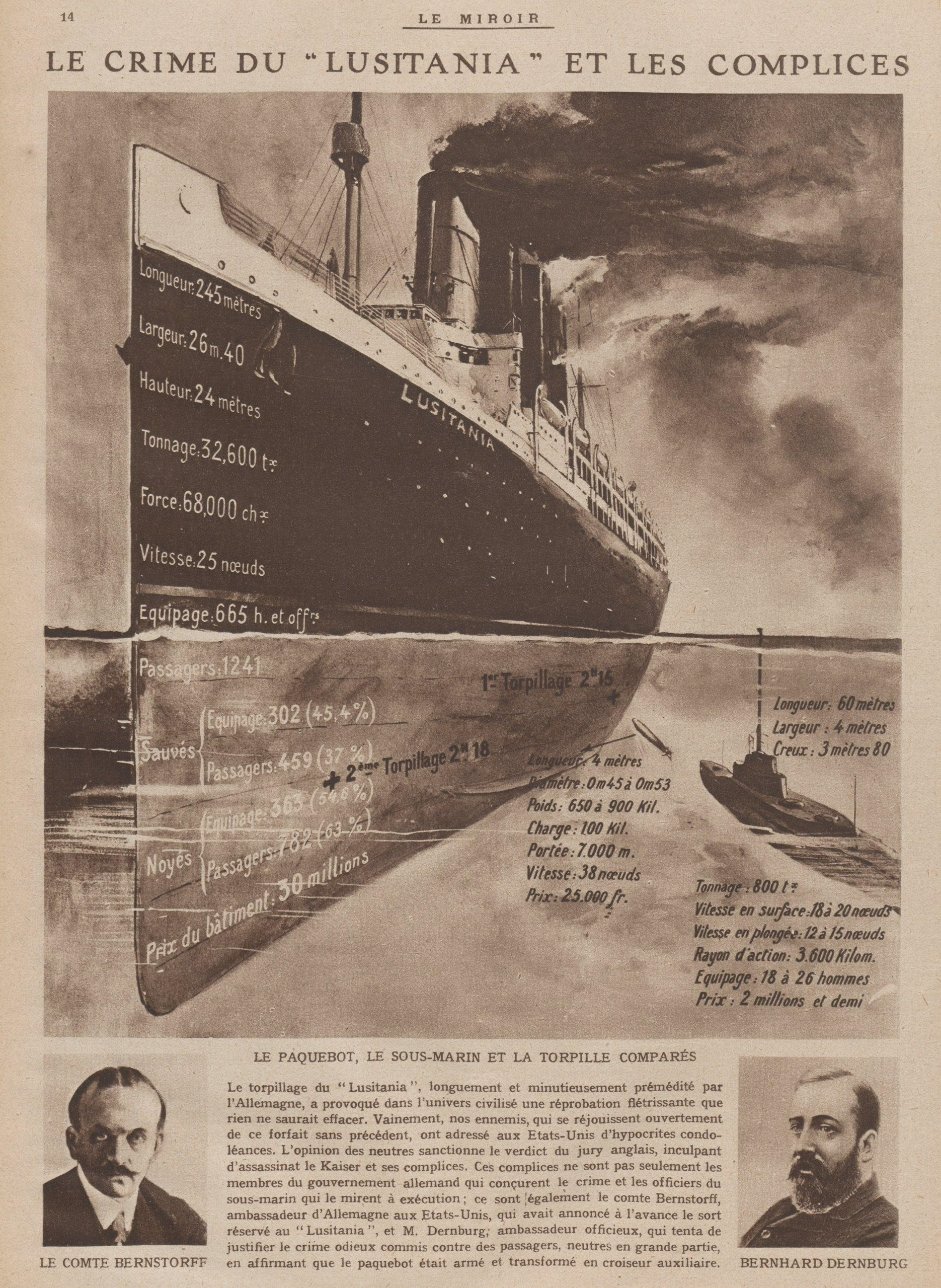
Le torpillage du paquebot Lusitania, le 7 mai 1915, suscite une réprobation internationale.

### Atlantique
- 30 janvier - Le commandant du U-21 découvre, sur le Ben Cruachan, au large du Lancashire, les ordres de l'Amirauté britannique conseillant l'utilisation de pavillons de nations neutres et de ne pas hésiter à chercher l'éperonnage du U-boot.
- 7 mai – Torpillage du Lusitania par le sous-marin U-20
- 5 juin – Le bateau-piège Hawk coule le U-14.
- 19 août - Le Q-ship britannique Baralong coule le U-27. Il mitraille les survivants.
- 24 septembre – Le Q-ship Baralong coule le U-41.

### Mer Noire
- 8 février – Le SMS Breslau bombarde Yalta.
- 2 mars – Le turc Medjidieh heurte une mine devant Odessa.
- 5 août – Bataille de Kefken.
- 22 octobre – Une escadre russe bombarde Varna.
- 30 octobre – Le sous-marin français Turquoise est capturé par les Turcs.

### Mers lointaines
- 11 juillet – SMS Koenisberg est détruit dans la rivière Rufigi.

## 1916

### Mancheetmer du Nord
- 31 mai - Bataille du Jutland.

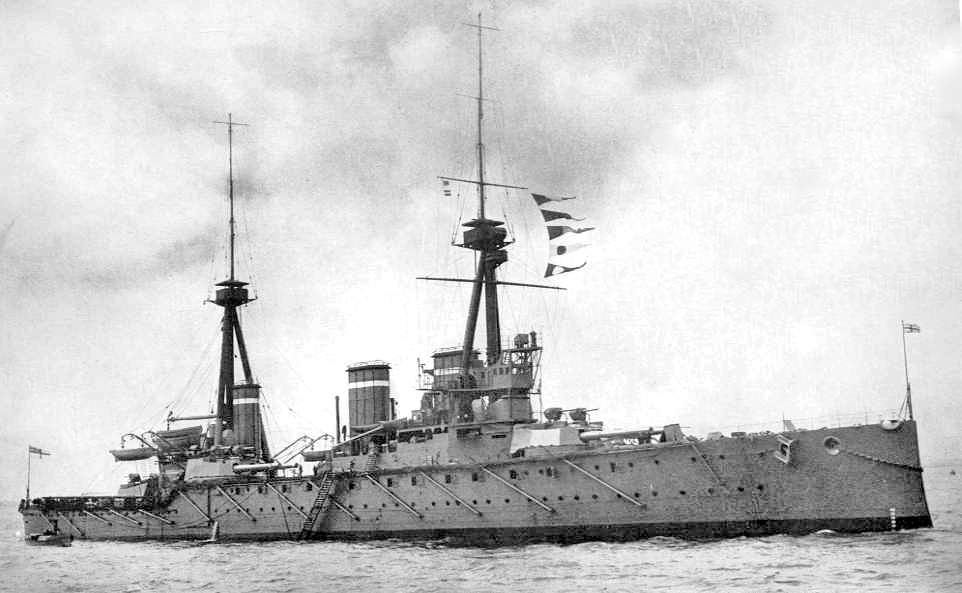
Le croiseur de bataille HMS Invincible, coulé au Jutland.

- 5 juin - Le HMS Hampshire, croiseur-cuirassé, heurte une mine au large des Orcades. Lord Kitchener est au nombre des victimes.
- 14 juillet - Le U-51 est torpillé par le sous-marin britannique H-5.
- 25 août - Le HMS Duke of Albany est torpillé.
- 27 octobre - HMS Nubian torpillé en Manche ; avant détruit, mais réussit à être ramené au port. Formera une partie de HMS Zubian.
- 8 novembre - Le HMS Zulu heurte une mine devant Douvres ; arrière détruit, mais réussit à être ramené au port. Formera une partie de HMS Zubian.
- 15 novembre - Le HMS Newcastle heurte une mine à l'entrée du Firth of Forth.

### Méditerranée

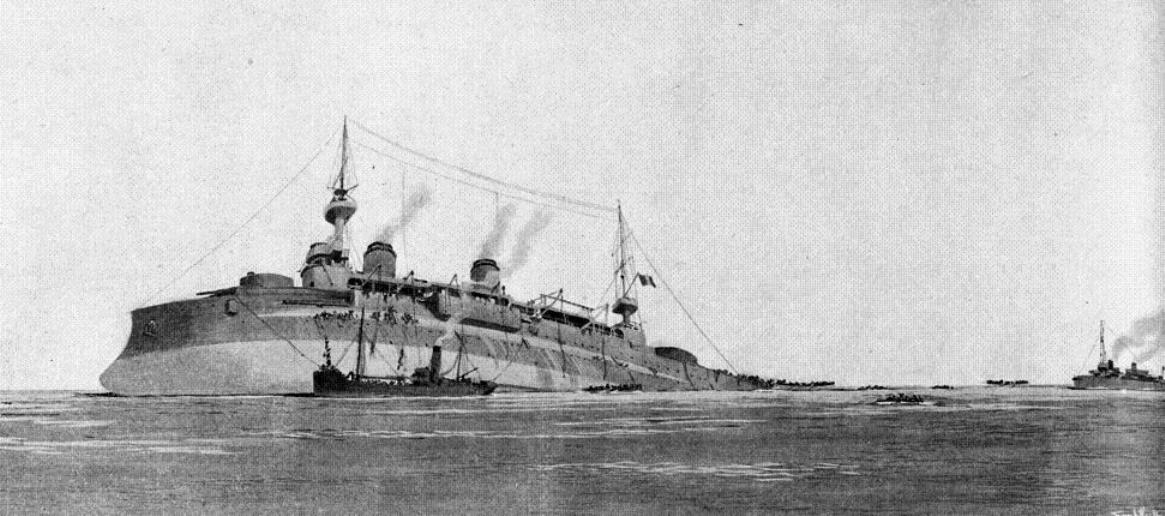
Le cuirassé français Gaulois chavire et sombre après son torpillage

- 8 février - Des monitors britanniques bombardent Smyrne. Le croiseur-cuirassé français Amiral Charner est torpillé par le U-21 au large de Beyrouth. Un seul survivant.
- 4 mai - Le sous-marin français Bernouilli torpille le torpilleur (sic) autrichien Czepel dans l'Adriatique.
- 9 juin - Torpillage du paquebot italien Principe Umberto devant le cap Linghetta (1 500 victimes)[2]
- 17 octobre - U-16 torpille le Nembo, torpilleur italien, et succombe sous les grenades de celui-ci.
- 27 décembre - Le cuirassé français Gaulois, en route pour Corfou, est torpillé par le UB-47.

### Baltique
- 10 novembre - Conduits dans un champ de mines par les navires russes qu'ils chassent, les torpilleurs allemands V75 et S57 sont coulés.

### Atlantique

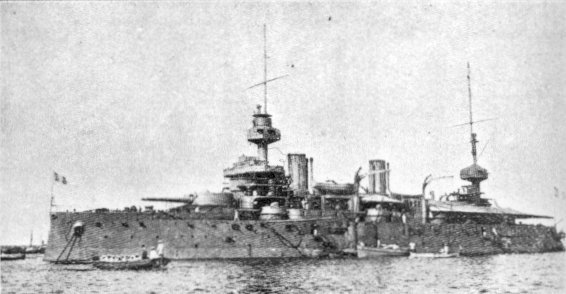
Le cuirassé Suffren, coulé en 1916.

- 22 mars - Le Q-ship britannique Farnborough coule le U-68.
- 25 novembre - Torpillage du bâtiment de ligne français Suffren au large du Portugal. Aucun survivant.
- 30 novembre - Le Penhurst, bateau-piège britannique Q-7, coule UB-37 au large du cap de la Hague.
- 2 décembre bataille de Funchal.

### Mer Noire
- 20 mars - Le navire hôpital français Portugal est torpillé.
- 23 avril - Le torpilleur russe Gigoutsky heurte une mine devant Sébastopol.

### Mers lointaines

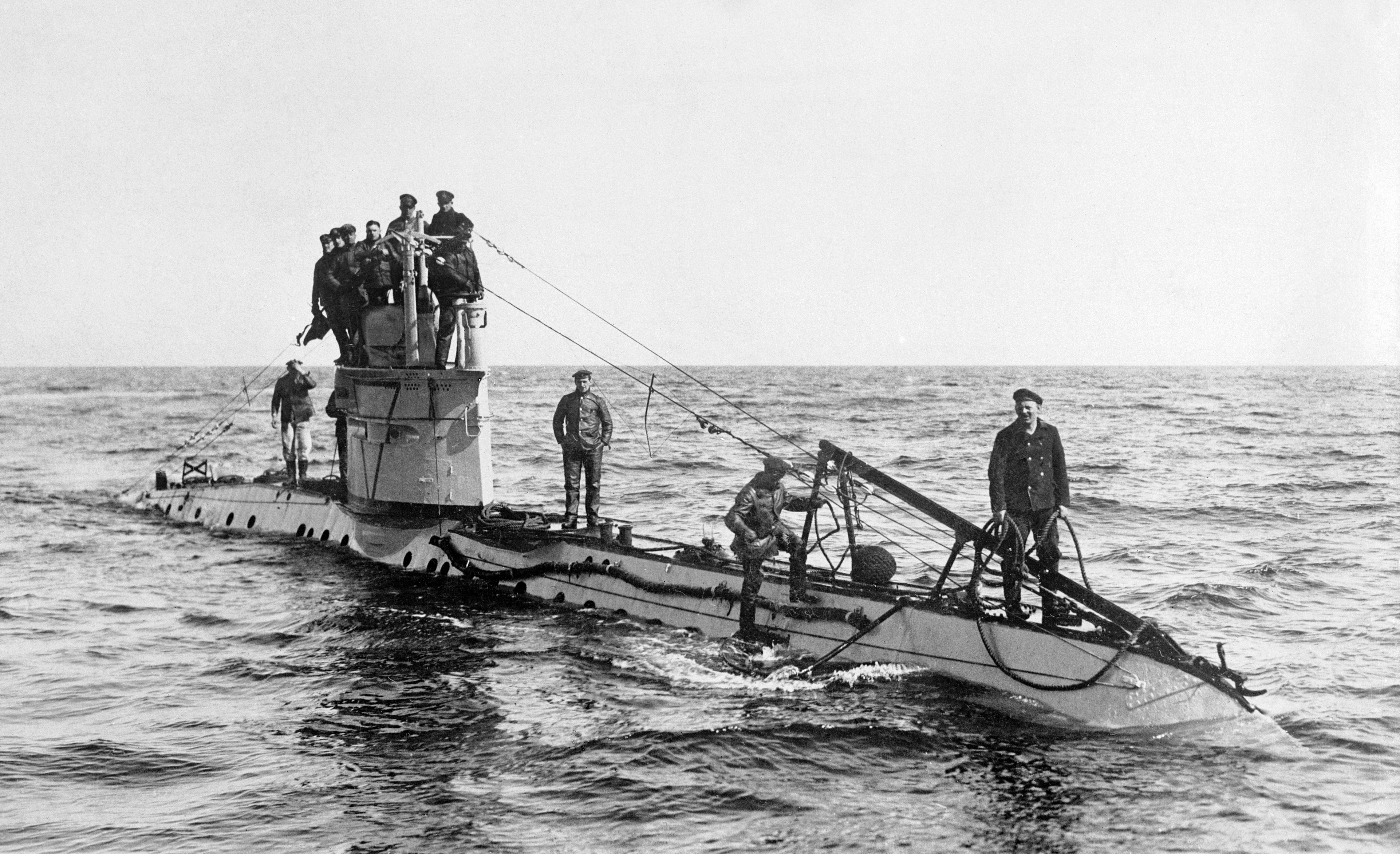
Sous-marin allemand, type UC

- 26 mai - Le cuirassé russe Péresviet s'échoue devant Vladivostok.

## 1917

### Mancheetmer du Nord
- 14 janvier - Le Penhurst, bateau-piège britannique Q-7, coule le UB-19 au large des Casquets.
- 12 avril - Au nord-ouest de Ouessant, le U-55 attaque le vapeur Toro. L'équipage est massacré ou noyé. Pour ceci et autres méfaits du même genre, le kapitän-leutnant Werner sera inscrit sur la liste des criminels de guerre.
- 21 avril - Un raid de 6 torpilleurs allemands sur le barrage de Douvres est intercepté par les destroyers HMS Swift et HMS Broke. Le G-42 est éperonné par le HMS Broke et le G-85 torpillé.
- 17 mai - Le UB-39 est coulé par le bateau-piège britannique Glen.
- 9 juillet - HMS Vanguard saute à Scapa Flow. Probablement une soute à munitions.
- 2 août - Premier appontage sur un navire porte-avions. Le croiseur de bataille HMS Furious a reçu un pont d'envol à la place de ses tourelles avant[3]
- 21 août - Un hydravion du HMS Yarmouth détruit un Zeppelin devant la côte du Jutland.
- 21 décembre - Perte des HMS Hoste et HMS Negro. Ils entrent en collision et sont achevés par leurs propres grenades sous-marines passées par-dessus bord.

### Méditerranée
- 4 janvier - Le cuirassé russe Péresviet saute sur une mine au large de Port-Saïd.
- 19 mars - Torpillage du cuirassé français Danton.
- 13 avril - Le croiseur japonais Akashi et 8 torpilleurs arrivent à Malte.
- 15 mai - Bataille du détroit d'Otrante. Une division de croiseurs autrichiens attaque le barrage et s'échappe sans perte. Les alliés perdent 14 chalutiers armés, et un torpilleur. Un croiseur britannique est torpillé.
- 25 mai - Au large de Cattaro, UC-24 est torpillé par le sous-marin français Circé.
- 9 décembre - Le navire autrichien Wien est torpillé dans le port de Trieste par 2 vedettes italiennes.
- 13 décembre - Le croiseur français Chateaurenault est coulé près de Céphalonie par le UC-38. Ce sous-marin est coulé à son tour par les torpilleurs français Lansquenet et Mameluck.

### Baltique
- 11 avril - Le cuirassé SMS Rheinland s'échoue. Dégagé 3 mois plus tard, il ne sera pas remis en service.
- 21 août - Le destroyer russe Stroiny s'échoue dans le golfe de Riga en mouillant des mines. Bombardé alors, et détruit, par des hydravions allemands.

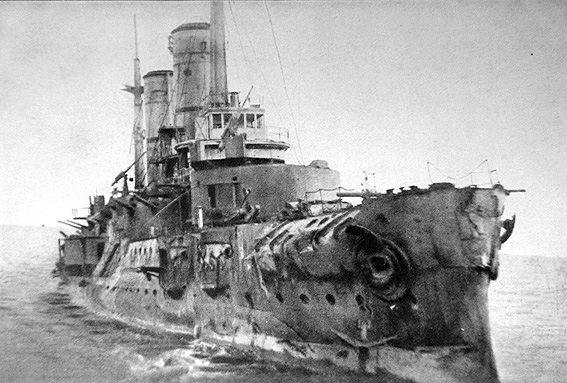
Le cuirassé russeSlava, sévèrement endommagé, octobre 1917

### Atlantique
- 18 mars - Le dundee français Hyacinthe-Yvonne combat un sous-marin. Pour l'avoir coulé, les marins reçoivent une prime de 25 000 francs et la croix de guerre[4]
- 25 mars - Le chalutier français Amérique heurte une mine devant Penmarc'h.
- 4 mai - Les petits chalutiers à vapeur français Marne et Verdun, armés chacun d'un canon de 47, sont coulés à coup d'obus de 105 par un sous-marin allemand à 60 km de Saint-Sébastien.
- 25 juin - Le voilier français Normandy coule le UB-36 au large du Cotentin.
- 27 juin - Le croiseur français Kléber heurte une mine devant Brest.
- 17 novembre - Le destroyer USS Fanning (en) endommage U-38 qui se saborde ; l'équipage est, en grande partie, capturé.

### Mer Noire
- 16 avril - Le torpilleur roumain Sneul heurte une mine turque au large de Salina.

### Mers lointaines
- 23 juin - Le paquebot britannique Mongolia saute sur une mine devant Bombay.

## 1918

### Mancheetmer du Nord
- 23 avril - Raid sur Zeebruges.

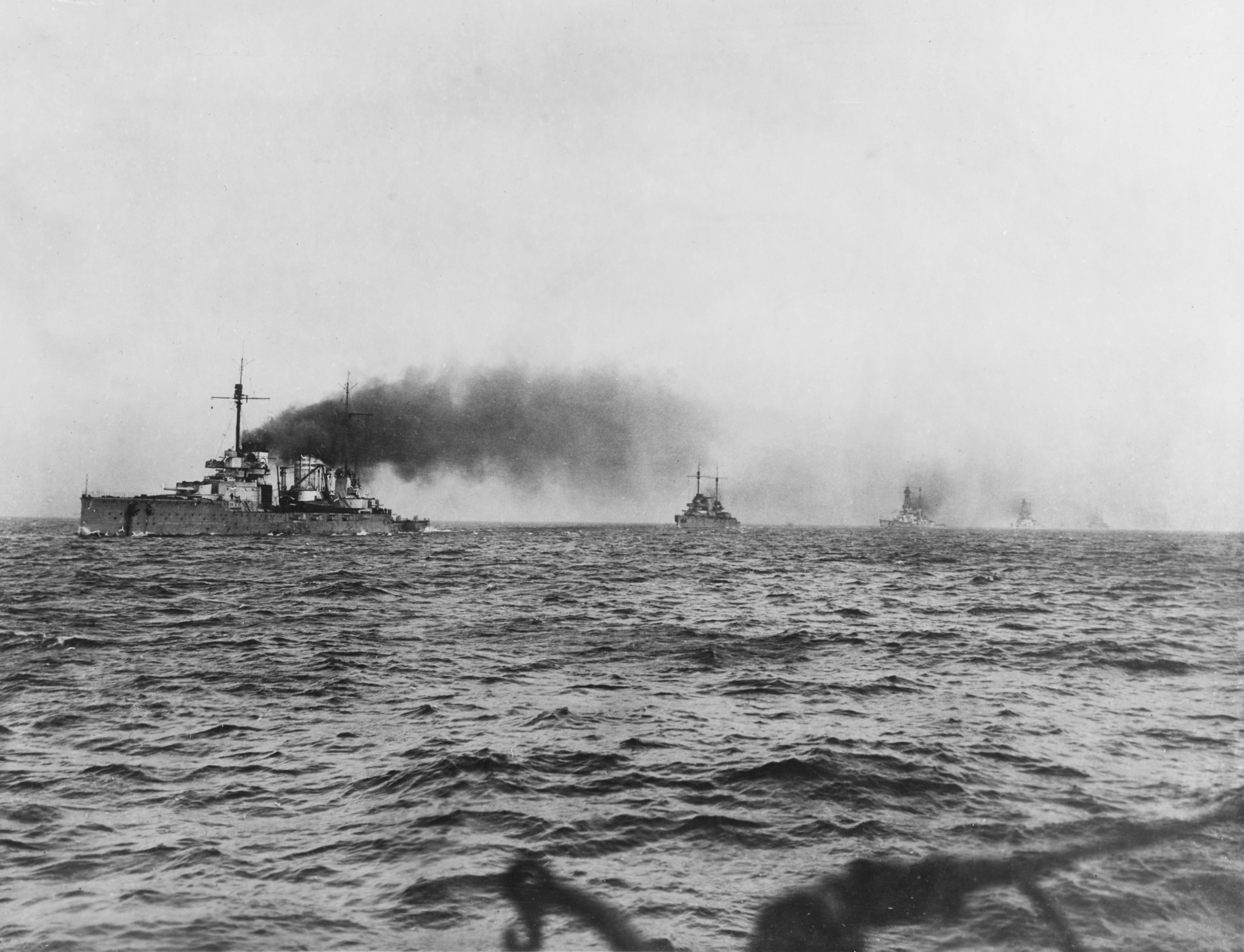
La flotte allemande fait route vers Scapa-Flow, 21 novembre 1918.

- 24 octobre - Le UB-116 se prend dans les filets de Scapa-Flow et heurte une mine.
- 21 novembre - La flotte de haute mer allemande se rend devant le Firth of Forth.

### Méditerranée
- 19 janvier - Les croiseurs allemands Goeben et le Breslau tentent une sortie en mer Égée. Ils coulent les monitors britanniques Raglan et M28. Puis ils heurtent des mines. Le Breslau est perdu, le Goeben définitivement hors de combat.
- 4 février - HMS Zubian[5] grenade et coule le UC-50.
- 8 avril - La goélette Madeleine III, bateau-piège français, est torpillée devant Bizerte par un sous-marin autrichien. Les trois survivants sont faits prisonniers.
- 14 mai - Une vedette italienne pénètre dans la base de Pola et torpille le cuirassé autrichien Viribus Unitis.
- 23 mai - Combat de sous-marin. UB-52 est torpillé par le H-4 britannique dans le détroit d'Otrante.

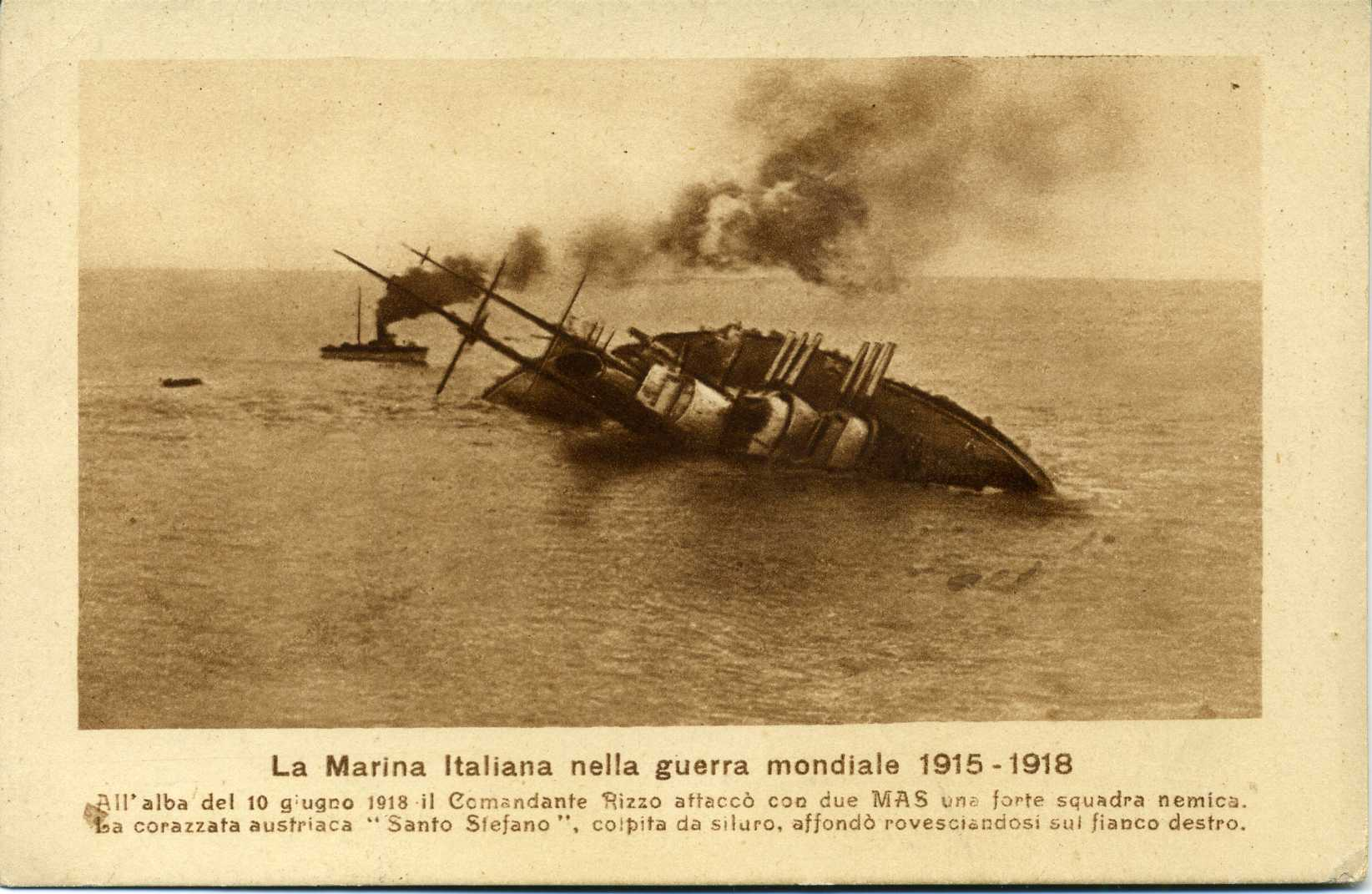
La fin du SMS Szent István.

- 10 juin - Le cuirassé autrichien SMS Szent István est torpillé par des vedettes italiennes devant Premuda.
- 16 aout - Le cargo "Le BALKAN" est torpillé au large de Calvi par un sous-marin allemand ?. Sur 519 passagers (dont 300 permissionnaires), il y a 417 disparus et 102 survivants.
- 4 octobre - Capture du U-68. Son commandant s'appelle Karl Dönitz.

### Atlantique
- 28 janvier - Le chalutier-piège britannique WS Bailey coule le UB-83, de 4 grenades.
- 9 mai - Le cargo britannique Queen-Alexandra éperonne le UB-78 au large de Cherbourg.
- 7 août - Le croiseur-cuirassé français Dupetit-Thouars est torpillé par le U-62 au large de Brest.
- 9 novembre - Le cuirassé HMS Britannia est torpillé par le UB-50 au large du Cap Gibraltar.

### Mer Noire
- 18 juin - Un cuirassé et 8 destroyers russes sont sabordés, dans la base navale de Sébastopol, pour éviter de tomber aux mains des allemands.

### Mers lointaines
- 21 juin - le croiseur léger US Carl Schurz [6] escorte le vapeur Fluida. Malheureusement, celui-ci l'aborde et le coule.
- 12 juillet - Le cuirassé japonais Kawashi est détruit par explosion d'une soute à munition dans la baie de Tokuyama.